# Deuxième circonscription de Seine-et-Oise
La deuxième circonscription de Seine-et-Oise est l'une des dix-huit circonscriptions législatives que compte le département français de Seine-et-Oise, situé en région Île-de-France.

## Description géographique
Le Journal officiel du 13-14 octobre 1958 précise la composition de la circonscription :
- Canton de Maisons-Laffitte
- Communes de Carrières-sur-Seine, Cormeilles-en-Parisis, La Frette-sur-Seine, Herblay, Houilles, Montigny-lès-Cormeilles.

## Description historique et politique

### Historique des députations
| Législature | Début de mandat | Fin de mandat  | Député       | Parti politique | Observations |
| ----------- | --------------- | -------------- | ------------ | --------------- | --- |
| Ire         | 9 décembre 1958 | 9 octobre 1962 | Michel Jamot | UNR             | Maire du Mesnil-le-Roi Mandat écourté à la suite d'une dissolution parlementaire décidée par Charles de Gaulle. |
| IIe         | 6 décembre 1962 | 2 avril 1967   | Michel Jamot | UNR-UDT         | |

## Historique des élections

### Élections de 1958
| Candidat       | Candidat           | Parti                     | Premier tour | Premier tour | Second tour | Second tour |  |
| Candidat       | Candidat           | Parti                     | Voix         | %            | Voix        | %           |  |
| -------------- | ------------------ | ------------------------- | ------------ | ------------ | ----------- | ----------- |  |
|                | Michel Jamot élu   | UNR                       | 15 398       | 29,76        | 26 785      | 52,04       |  |
|                | Auguste Chrétienne | PCF                       | 14 007       | 27,07        | 15 996      | 31,08       |  |
|                | Georges Guillemin  | Divers (GO)               | 6 946        | 13,42        | 8 689       | 16,88       |  |
|                | Eugène Gruel       | SFIO                      | 6 594        | 12,74        | Retrait     | Retrait     |  |
|                | Robert Debray      | Divers droite (Gaulliste) | 6 131        | 11,85        | Retrait     | Retrait     |  |
|                | Léon Hovnanian     | UFD                       | 2 672        | 5,16         | Retrait     | Retrait     |  |
|                |                    |                           |              |              |             |             |  |
| Inscrits       | Inscrits           | Inscrits                  | 68 088       | 100,00       | 68 059      | 100,00      |  |
| Abstentions    | Abstentions        | Abstentions               | 15 136       | 22,23        | 15 709      | 23,08       |  |
| Votants        | Votants            | Votants                   | 52 952       | 77,77        | 52 350      | 76,92       |  |
| Blancs et nuls | Blancs et nuls     | Blancs et nuls            | 1 204        | 2,27         | 880         | 1,68        |  |
| Exprimés       | Exprimés           | Exprimés                  | 51 748       | 97,73        | 51 470      | 98,32       |  |

Le suppléant de Michel Jamot était Henri Varlet, conseiller municipal, ancien maire de Houilles.

### Élections de 1962
| Candidat       | Candidat                   | Parti          | Premier tour | Premier tour | Second tour | Second tour |  |
| Candidat       | Candidat                   | Parti          | Voix         | %            | Voix        | %           |  |
| -------------- | -------------------------- | -------------- | ------------ | ------------ | ----------- | ----------- |  |
|                | Michel Jamot sortant réélu | UNR-UDT        | 19 187       | 39,87        | 27 096      | 54,55       |  |
|                | Auguste Chrétienne         | PCF            | 17 308       | 35,96        | 22 579      | 45,45       |  |
|                | Pierre Huillet             | Radsoc         | 7 914        | 16,44        | Retrait     | Retrait     |  |
|                | Philippe Rossillon         | Divers         | 2 515        | 5,23         | Retrait     | Retrait     |  |
|                | André Chauffray            | UFF            | 1 201        | 2,5          |             |             |  |
|                |                            |                |              |              |             |             |  |
| Inscrits       | Inscrits                   | Inscrits       | 70 930       | 100,00       | 70 911      | 100,00      |  |
| Abstentions    | Abstentions                | Abstentions    | 21 517       | 30,34        | 18 805      | 26,52       |  |
| Votants        | Votants                    | Votants        | 49 413       | 69,66        | 52 106      | 73,48       |  |
| Blancs et nuls | Blancs et nuls             | Blancs et nuls | 1 288        | 2,61         | 2 431       | 4,67        |  |
| Exprimés       | Exprimés                   | Exprimés       | 48 125       | 97,39        | 49 675      | 95,33       |  |

Le suppléant de Michel Jamot était Roland Duménil, maire adjoint de Houilles, ancien résistant.